# 大黒屋 (質屋)
大黒屋（だいこくや）は、東京都港区に本社を置く株式会社大黒屋が運営する、ブランド品を中心とした古物商・質屋である。
東京都千代田区に本社を置く、チケット大黒屋とは別の企業である。

## 沿革
- 1947年（昭和22年）4月 創業
- 1973年（昭和48年）8月 船橋質屋商業協同組合加盟
- 1976年（昭和51年）6月 本店移転 （新）船橋市本町四丁目45-14
- 1989年（平成元年）4月 成田店開設 成田市花崎町814番地49シティ成田ビル
- 1995年（平成7年）7月 二番館開設 船橋市本町四丁目45番21号
- 1996年（平成8年）12月 三番館開設 船橋市本町四丁目45番10号
- 1997年（平成9年）12月 新宿店開設 東京都新宿区西新宿一丁目2番5号
- 1998年（平成10年）12月 柏店移転 （新）柏市柏一丁目5番19号
- 1999年（平成11年）7月 新宿二番館開設 東京都新宿区新宿三丁目17番3号
- 同年9月 心斎橋店開設 大阪市中央区心斎橋筋一丁目4番7号安田ビル
- 2002年（平成14年）1月 池袋店開設 東京都豊島区南池袋一丁目21-7
- 2003年（平成15年）3月 新本社ビル竣工 船橋市本町一丁目4-23 
（移転開店 3月6日 二番館・三番館・船橋駅前の3ヵ店を本社に統合）
- 2003年（平成15年）4月 専務 齋藤 武 代表取締役社長に就任
- 同年4月 上野店開設 東京都台東区上野二丁目6番11号
- 同年11月 渋谷店開設 東京都渋谷区宇田川町28番3号
- 2004年（平成16年）11月 FC千葉店開設 千葉県千葉市富士見二丁目25-1 SC多田屋
- 2005年（平成17年）1月 横浜店開設 神奈川県横浜市西区南港二丁目14-6 権田ビル
- 同年9月 大阪ミナミ店開設 大阪市中央区心斎橋筋二丁目6-3
- 2006年（平成18年）3月 ディーワンダーランド傘下の大黒屋ホールディングスが株式を取得。ディーワンダーランドの子会社となる。
- 同年10月 大黒屋ホールディングスに吸収合併され、合併会社の商号が株式会社大黒屋となる。
- 同年同月 大宮店開設 埼玉県さいたま市大宮区宮町一丁目51-1 マロンビル
- 2007年（平成19年）3月 名古屋大須店開設 愛知県名古屋市中区大須二丁目17-14 O2ビル1階
- 同年6月 梅田店開設 大阪府大阪市北区梅田二丁目1-18 富士ビル1階
- 同年12月 新宿店を新宿区新宿三丁目23-14に移設。店名新宿本店に変更
- 2008年（平成20年）9月 神戸元町店開設 兵庫県神戸市中央区元町通一丁目11-19グリウックビル
- 2009年（平成21年）9月 銀座店開設 東京都中央区銀座二丁目2-17 龍保険ビル1F
- 2012年（平成24年）7月 木下玲子 代表取締役社長に就任
- 2013年（平成25年）4月 親会社のディーワンダーランド代表取締役（兼アジアグロースキャピタル代表取締役）の小川浩平 代表取締役社長に就任
- 2018年（平成30年）1月 船橋本店移転 船橋市本町一丁目4-9